# سفيداربن (أملش الشمالي)
سفیداربن (بالفارسية: سفیداربن) هي قرية تقع في إيران في قسم أملش الشمالی الريفي. يقدر عدد سكانها بـ 214 نسمة بحسب إحصاء 2016.